# Varicosafenectomía
Varicosafenectomía es una técnica quirúrgica, mediante la cual se extirpan, en los miembros inferiores, la vena safena interna o mayor y las ramas venosas dilatadas. Puede incluir la vena safena menor o externa.
La varicosafenectomía es un procedimiento quirúrgico diseñado para la eliminación de la vena safena (interna o externa) y la extracción de sus ramas varicosas superficiales. Se emplea en el tratamiento de la insuficiencia venosa crónica con reflujo safenofemoral o safenopoplíteo y varices de las extremidades inferiores.

## Diagnóstico
Una vez realizado el diagnóstico de várices, que generalmente son grado III o IV, es decir, que hay insuficiencia valvular de la safena y sus tributarias, así como en el cayado de la safena, en la ingle. Las dilataciones venosas son ostensibles, sintomáticas y con gran repercusión estética.

## Cirugía
El paciente, se prepara con un baño previo del miembro afectado con antiséptico, y rasurado. Se procede a colocación de campos. La cirugía inicia con la incisión premaleolar (interna), se diseca la safena proximal, se secciona y se liga proximal. Se introduce el Fleboextractor, dispositivos con forma de alambre, en cuyo extremo se colocan olivas para extraer las venas por arrancamiento.
Una vez con el extremo del fleboextractor, en la ingle se hace incisión inguinal, y se disecan, ligan y seccionan todas las ramas del cayado de la safena.
Luego se hacen incisiones pequeñas sobre las dilataciones, con una aguja de crochet, se van extrayendo las venas dilatadas. Después se arranca la vena safena, halando el fleboextractor.
Se revisa la hemostasia, se drenan los coágulos, y se procede a cerrar las heridas con puntos de polipropileno y cinta adhesiva estéril. Luego se coloca venda de gasa para absorber la sangre residual y un vendaje elástico pera frenar sangrado residual y bloquear venas perforantes.
El paciente debe guardar reposo en cama. Al día siguiente debe caminar con el vendaje.
Control para vigilar heridas y retiro de puntos en 8 días.

## Historia

### Siglos XVII–XIX: aproximaciones paliativas
En la medicina prequirúrgica se utilizaban sangrías, vendajes compresivos y emplastos tópicos para aliviar los síntomas de las varices, sin abordar la causa anatómica subyacente.

### Ligadura proximal de la safena (1891)
Friedrich Trendelenburg describió la ligadura de la vena safena en la región inguinal con el fin de interrumpir el reflujo valvular. Aunque redujo la presión venosa, dejaba las ramas colaterales intactas y las varices recidivaban con frecuencia.

### Safenectomía completa con extractor (años 1920)
En 1924, F. G. Babcock introdujo un instrumento extractor en forma de stripper cilíndrico con “bolitas” terminales, que permitía retirar la vena safena desde la ingle hasta el tobillo tras su sección proximal. Esto definió el concepto moderno de safenectomía.

### Fleboextracción de las ramas varicosas (mediados—finales delsigloXX)
Se estandarizaron técnicas de flebectomía ambulatoria mediante microincisiones y ganchos (Müller, Hauer, Mayo), mejorando la estética y disminuyendo hematomas. Se combinó sistemáticamente la safenectomía con la flebectomía de todas las venas tributarias visibles, dando lugar al protocolo clásico de varicosafenectomía abierta.

### Transición a métodos mínimamente invasivos (década de 1990—presente)
A partir de 1999 se difundieron técnicas endovenosas como la ablación láser (EVLA) y la radiofrecuencia (RFA), que ocluyen el tronco safeno con mínima incisión. Más recientemente se utilizan esclerosis con espuma ecoguiada, mecanismos de ablación química-mecánica (MOCA) y adhesivos tisulares (cianoacrilato), reduciendo tiempo operatorio y dolor postoperatorio.

## Indicaciones
- Reflujo documentado en la vena safera interna o externa.

- Síndrome postrombotico con varices sintomáticas.

- Dolor,pesadez o edema crónico de pierna a insuficiencia venosa.

## Contradicciones
- Trombosis venosa profunda aguda

- Infecciónes arterial severa (índice tobillo/brazo < 0,5).

- Infecciónes cutáneas en la zona de incisión.

## Técnica quirúrgica
1. Anestesia local tumescente o regional.
2. Ligadura proximal de la safena en triángulo femoral o hueco poplíteo.
3. Introducción del stripper y extracción retrógrada de la vena
4. Flebectomía de ramas mediante microoincisiones y ganchos.
5. Control hemostático y vendaje comprensivo.

## Complicaciones
- Hematomas y equimosis subcutáneas.

- Neuralgia por lesiones de fibras sensitivas.

- Infección de herida

- Recurrencia varicosa (5-20% a 5 años).

## Recuperación
Generalmente el paciente retoma actividades leves en 24–48 horas y vuelve al trabajo en 5–7 días, usando medias de compresión durante 2–4 semanas.